# Ben Lesterhuis
Ben Lesterhuis (Almelo, 2 juni 1944 – Eindhoven, 13 maart 2016) was een Nederlandse tienkamper met als specialisatie het hoogspringen. Op dit atletiekonderdeel werd hij driemaal Nederlands kampioen en was hij zowel in- als outdoor enkele jaren houder van het Nederlands record.

## Loopbaan
Lesterhuis was een van de drie Nederlandse hoogspringers die, allen in 1968, de grens van twee meter doorbraken. Klaas Kanis was van hen de eerste. Op 31 maart sprong deze atleet uit Deventer tijdens een indoorwedstrijd in de oude RAI in Amsterdam als eerste Nederlander over 2,00 m. Vervolgens verbeterde op 23 juni eerst Kanis zich buiten tot 2,01, alvorens Lesterhuis daar een week later 2,03 van maakte en zich al doende zijn eerdere, door Kanis afhandig gemaakte nationale record uit 1967, opnieuw toe-eigende. Enkele maanden later voegde Peter Geelen met eveneens 2,03 zich bij dit tweetal.
Lesterhuis werd in totaal drie keer Nederlands kampioen hoogspringen; toch heeft hij zijn trots altijd goed onder zijn nuchterheid kunnen schuiven. Na zijn sprong over de twee-meter-grens zei hij bijvoorbeeld: "Nu wij de hoogte eenmaal bereikt hebben, verwacht ik dat we er gemakkelijker overheen zullen komen." Lesterhuis was een teamspeler – voor hem was de sport belangrijk, niet het ego. 
Eind jaren zestig veranderde er veel op hoogspringgebied. Vanaf 1968 mochten hoogspringers op een mat landen, in plaats van in een zandbak. Dat betekende dat er een techniek gebruikt kon worden waarbij men op de rug kon vallen: de fosburyflop, een achterwaartse sprong met een jachtige aanloop, genoemd naar Dick Fosbury, de atleet die met die methode op de Olympische Spelen van 1968 in Mexico-Stad goud had gewonnen.
Lesterhuis sprong echter nooit met de flop. Het lag niet in zijn aard om iets met zijn rug te benaderen. Zijn records behaalde hij door in zijligging de hindernis te passeren en met de buik naar de lat gekeerd er in de lucht overheen te rollen. Deze rolsprong is een stuk lastiger aan te leren dan de flop. Slechts behoorlijk getrainde atleten slaagden erin om tot in de perfectie de techniek onder de knie te krijgen.
Toen Lesterhuis dat eenmaal kon, liet hij het hoogspringen voor wat het was en richtte hij zich meer op de andere takken van de tienkamp voor het opvoeren van zijn puntentotaal. De 100 meter sprint, speerwerpen en kogelstoten waren ook zeker disciplines waar hij in excelleerde. Bij de politie, waar hij bovenal als sportinstructeur werkte, verzocht hij overplaatsing naar Waalre, om met tienkamplegende Eef Kamerbeek te kunnen trainen.
Maar het leven laat het noodlot soms smakeloos rijmen: tijdens het trainen op de polsstoksprong liep Lesterhuis een herculische blessure aan zijn rug op. Sommigen beweren dat die ene val een einde aan zijn topsportcarrière heeft gemaakt. Toch bleef hij sporten en bleef hij in Waalre, waar hij ook plaatsvervangend groepscommandant van de Rijkspolitie was. Later werd hij nog Inspecteur in onder andere Stratum-Gestel.
Lesterhuis overleed op 13 maart 2016 op 71-jarige leeftijd.

## Nederlandse kampioenschappen
Outdoor
| Onderdeel    | Jaar             |
| ------------ | ---------------- |
| hoogspringen | 1967, 1968, 1969 |

## Records

### Persoonlijke records
Outdoor
| Onderdeel    | Prestatie      | Datum       | Plaats    |
| ------------ | -------------- | ----------- | --------- |
| hoogspringen | 2,08 m (ex-NR) | 20 mei 1972 | Brugge    |
| tienkamp     | 7015 p         | 1971        | Leicester |

Indoor
| Onderdeel    | Prestatie   | Datum            | Plaats    |
| ------------ | ----------- | ---------------- | --------- |
| hoogspringen | 2,08 m (NR) | 21 februari 1971 | Rotterdam |

### Nederlandse records
Outdoor
| Onderdeel    | Prestatie | Datum             | Plaats    |
| ------------ | --------- | ----------------- | --------- |
| hoogspringen | 1,98 m    | 13 augustus 1967  | Rotterdam |
|              | 2,03 m *  | 30 juni 1968      | Brussel   |
|              | 2,05 m    | 8 juni 1969       | Den Haag  |
|              | 2,06 m    | 14 september 1969 | Utrecht   |
|              | 2,08 m    | 20 mei 1972       | Brugge    |

* Ben Lesterhuis sprong op 12 juni 1968 bij wedstrijden in Eindhoven over 2,00 m, maar deze prestatie is nooit erkend als nationaal record, omdat hij niet aan de eisen voldeed.
Indoor
| Onderdeel    | Prestatie | Datum            | Plaats    |
| ------------ | --------- | ---------------- | --------- |
| hoogspringen | 2,08 m    | 21 februari 1971 | Rotterdam |

## Onderscheidingen
- KNAU-atleet van het jaar - 1969